# Championnat d'Italie de football 1987-1988
Navigation
Édition précédente Édition suivante
| \| AC Milan Naples AS Rome Sampdoria Inter Juventus Torino Fiorentina Cesena Hellas Côme Ascoli Pise Pescara Avellino Empoli \| Localisation des clubs engagés dans le championnat. |
| AC Milan Naples AS Rome Sampdoria Inter Juventus Torino Fiorentina Cesena Hellas Côme Ascoli Pise Pescara Avellino Empoli                                                           |

Le Championnat d'Italie de football de Série A 1987-1988 est la 86e édition du championnat d'Italie de football. Il réunit 16 équipes et est remporté par le Milan AC.

## Classement
| Rang | Équipe        | Pts | J  | G  | N  | P  | Bp | Bc | Diff |
| ---- | ------------- | --- | -- | -- | -- | -- | -- | -- | ---- |
| 1    | Milan AC      | 45  | 30 | 17 | 11 | 2  | 43 | 14 | +29  |
| 2    | SSC Naples T  | 42  | 30 | 18 | 6  | 6  | 55 | 27 | +28  |
| 3    | AS Rome       | 38  | 30 | 15 | 8  | 7  | 39 | 26 | +13  |
| 4    | Sampdoria     | 37  | 30 | 13 | 11 | 6  | 41 | 30 | +11  |
| 5    | Inter Milan   | 32  | 30 | 11 | 10 | 9  | 42 | 35 | +7   |
| 6    | Juventus      | 31  | 30 | 11 | 9  | 10 | 35 | 30 | +5   |
| 7    | Torino        | 31  | 30 | 8  | 15 | 7  | 33 | 30 | +3   |
| 8    | AC Fiorentina | 28  | 30 | 9  | 10 | 11 | 29 | 33 | -4   |
| 9    | AC Cesena     | 26  | 30 | 7  | 12 | 11 | 23 | 32 | -9   |
| 10   | Hellas Vérone | 25  | 30 | 7  | 11 | 12 | 23 | 30 | -7   |
| 11   | Calcio Côme   | 25  | 30 | 6  | 13 | 11 | 22 | 37 | -15  |
| 12   | Ascoli        | 24  | 30 | 6  | 12 | 12 | 30 | 37 | -7   |
| 13   | Pisa Calcio   | 24  | 30 | 6  | 12 | 12 | 23 | 30 | -7   |
| 14   | Pescara       | 24  | 30 | 8  | 8  | 14 | 27 | 44 | -17  |
| 15   | Avellino      | 23  | 30 | 5  | 13 | 12 | 19 | 39 | -20  |
| 16   | Empoli        | 20* | 30 | 6  | 13 | 11 | 20 | 30 | -10  |

- Le Empoli s'est vu retirer 5 points de pénalité pour manquement aux obligations liée à ses finances. Par conséquent, le club est rétrogradé en Série C1 pour la saison prochaine.

## Buteurs
1. Diego Maradona (SSC Naples) : 15 buts
2. Careca (SSC Naples) : 13 buts
3. Pietro Paolo Virdis (Milan AC),  Giuseppe Giannini (AS Rome) : 11 buts